# Stazione di Artena-Valmontone
Stazione di Artena-Valmontone vasútállomás Olaszországban, Artena településen.

## Vasútvonalak
Az állomást az alábbi vasútvonalak érintik:
- Velletri-Segni-vasútvonal

## Kapcsolódó állomások
A vasútállomáshoz az alábbi állomások vannak a legközelebb:
- Stazione di Colleferro-Segni-Paliano
- Stazione di Macere